# Lego City
 (avril 2020).
Lego City est le nom actuel de la gamme thématique Lego sur la ville depuis 2005, qui prend la suite de Lego World City et de Lego Town.
La gamme comprend une grande variété de sous thèmes, comme la police, les pompiers, les urgences, les trains, l'aéroport, les garde-côtes, la ferme, l'espace, etc.

## Histoire
Le thème Lego City trouve ses origines dans Lego Town, un thème introduit en 1978 avec les premières minifigurines, incluant des bâtiments et des véhicules, bien que les ensembles Lego sur le monde urbain soient courants depuis la fin des années 1960,.
Le thème de Lego consacrée à la ville a changé de nombreuses fois de nom. Au début, tous les thèmes s'appelaient Legoland, et la ville était un sous-thème de Legoland, et avait le logo Legoland en dessous du numéro de la boite et le logo Lego à gauche de celle-ci. Entre 1991 et 1992, le logo Legoland disparaît pour laisser place au logo Lego System jusqu'en 1999, où Lego Town laisse place à Lego City Center qui s'arrête en 2001. Après une absence entre 2001 et 2002 (avec l'apparition de Lego Jackstone), le thème renaît en 2003 avec Lego World City, qui marqua les prémices du Lego City actuel. Depuis 2005, une tradition s'est installée sur ce thème, il y a un calendrier de l'avent chaque année contenant vingt-quatre constructions plus ou moins utiles à l'élaboration d'une ville. En 2005, Lego opta pour un nom plus simple : Lego City, nom qui est encore utilisé aujourd'hui.
Certains sets Lego Town sont ressortis dans les années entre 2001 et 2004 sous le thème Legends.

## Sous-thèmes
Depuis sa création, la gamme City possède de très nombreux sous-thèmes, divergeant parfois de la vie urbaine trouvable dans les sets généraux. 
Durant l'ère Lego Town, les sous-thèmes publiés dans les années 1990 et au début des années 2000 ont également une image de marque et un étiquetage individualisés. Cependant, depuis 2005, tous les sets sont étiquetés comme des ensembles City, mais Lego publie souvent en même temps plusieurs ensembles basés sur un seul concept.

## Identité visuelle

Logo de 2005 à 2015.
Logo depuis 2015.

## Galerie

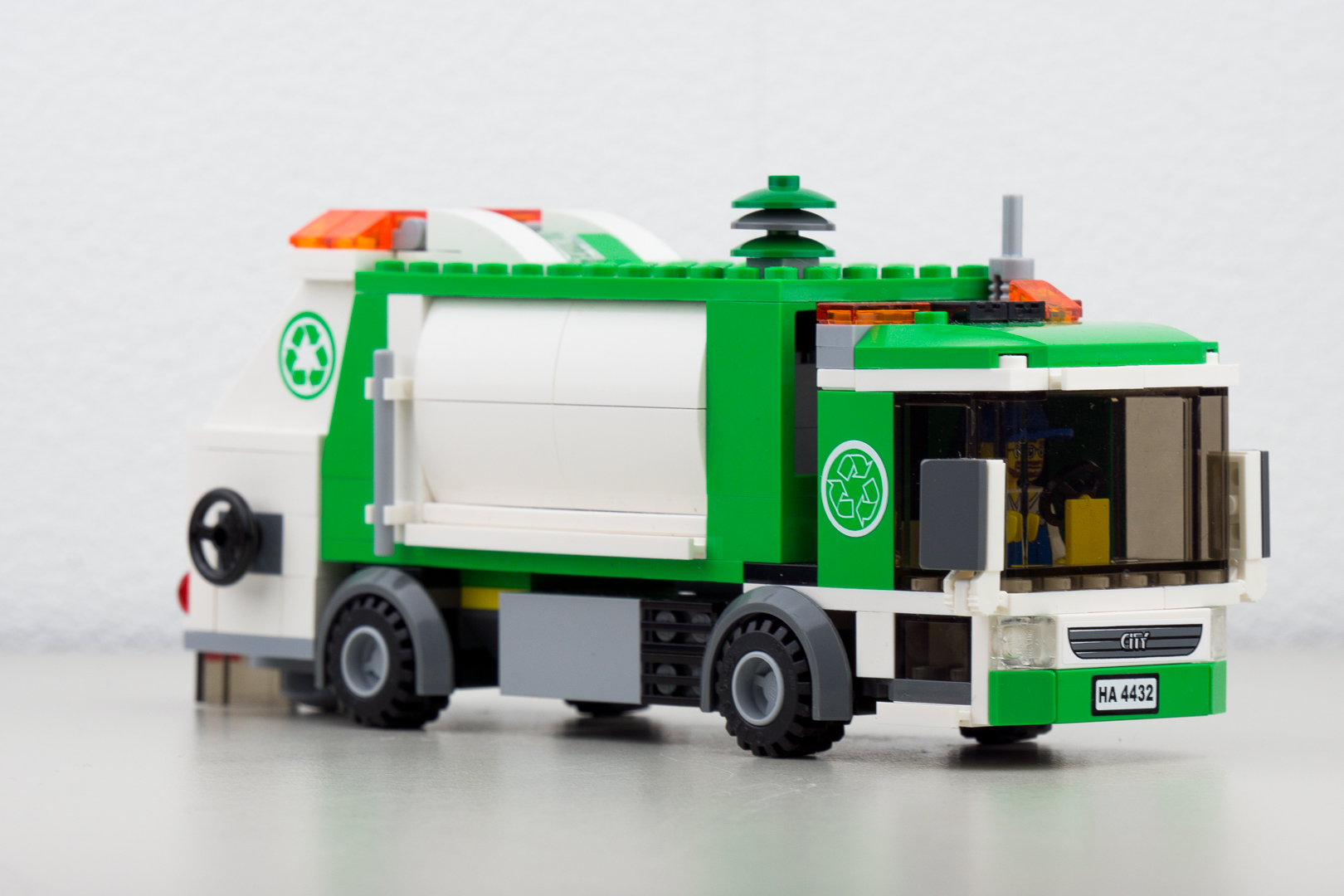
Set numéro 4432 « Le camion poubelle ».
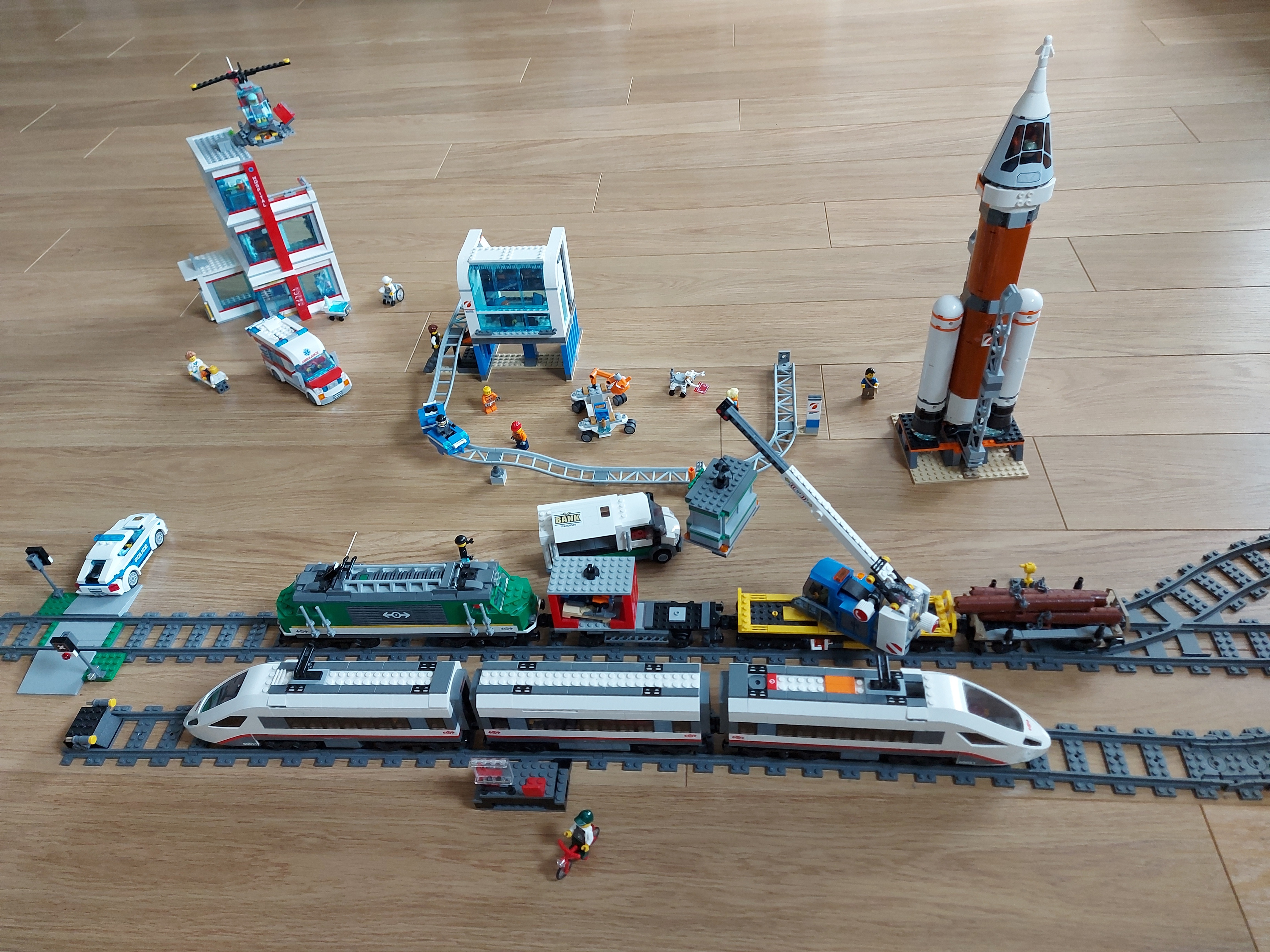
Union de plusieurs sets (60051, 60198, 60204, 60228, 60239).